# Дамы и гусары (фильм, 1976)
«Дамы и гусары» — советский двухсерийный телефильм 1976 года.
Экранизация произведения А. Фредро. Телеверсия спектакля 1959 года.

## Сюжет
К престарелым гусарам — пану Майору, пану Ротмистру и молодому гусару Эдмунду приезжают сёстры пана Майора для того, чтобы женить престарелого холостяка на его племяннице. Но оказалось, что она любит пана Эдмунда. И тогда дамы задумывают интригу: уговорив майора жениться, в последний момент подменив его на поручика. Результатом этой интриги стало то, что все вояки решили жениться…

## В ролях
- Юрий Яковлев — пан Майор
- Владимир Осенев — пан Ротмистр
- Алексей Кузнецов — Эдмунд, поручик
- Алла Казанская — Оргонова
- Людмила Целиковская — Анела
- Юрий Волынцев — пан Юзеф, капеллан
- Лариса Пашкова — Дындальская
- Екатерина Райкина — Софья
- Александр Граве — Гжегож
- Анатолий Борисов — Рембо
- Нина Нехлопоченко — Юзя
- Инна Алабина — Зузя
- Агнесса Петерсон — Фрузя
- Владимир Шлезингер — Казик

## Съемочная группа
- Сценарист: Александр Фредро
- Режиссёры: Анатолий Ниточкин, Александра Ремизова
- Операторы: Александр Воропаев, Борис Дунаев
- Композитор: Лев Солин
- Художник: С. Ахвледиани, Виктор Лукьянов
- Директор: И. Харитонов